# Caulibugula annulata
Caulibugula annulata är en mossdjursart som först beskrevs av Maplestone 1879.  Caulibugula annulata ingår i släktet Caulibugula och familjen Bugulidae.
Artens utbredningsområde är havet kring Australien. Inga underarter finns listade i Catalogue of Life.